# Halid Muslimović
Halid Muslimović (* 21. Januar 1960, nach anderen Angaben 21. Januar 1961, in Prijedor) ist ein bosnischer Folksänger. 

## Karriere
Er begann seine Sängerkarriere 1982. Er gewann viele Preise wie beispielsweise Sänger des Jahres und auch den Festival-Preis Estradna Yugoslavia.
Zu seinen bekanntesten Liedern zählen Oj, jarane, jarane, Znam, za sve sam kriv, Putuj, putuj sreco moja sowie Hej, Kafano, necu vise.

## Diskografie

### Alben
- 1983: Amela, ti i ja
- 1984: Stoj, jarane
- 1985: Hej, ljubavi u dalekom gradu
- 1985: Učini Bar Jedan Pogrešan Korak
- 1986: Piši, piši jarane
- 1987: Idi, Druže, Laku Noć
- 1988: Vrati se dok mladosti ima
- 1988: Ljube mi se tvoje usne
- 1989: Kunem se...
- 1992: Sve Me Tebi Vraća
- 1994: Jaro, Jarane
- 1996: Loša Navika
- 1998: Bolje svatovi...
- 2000: Do bola
- 2001: Želiš Me
- 2004: Opsesija
- 2008: Greška Najmilija
- 2013: Adrenalin

### Singles (Auswahl)
- 1982: O jarane, jarane
- 1984: Znam, Za Sve Sam Kriv
- 1985: Hej, ljubavi u dalekom gradu
- 1985: Putuj, Putuj, Srećo Moja
- 1989: Slušaj Majko Moju Pjesmu
- 1993: Ne Troši Suze
- 1998: Nije mene dušo ubilo
- 1998: Častio bih sve jarane
- 1999: Zaplakala Bosna
- 2004: Prsten moje majke
- 2007: Nevjesta
- 2007: Kako Smo Se Ljubili
- 2016: Dunjo Moja
- 2020: Vefan Yok Aşka
- 2024: Zasto druze pijes sam (mit Aleksandar Dulić)